# Вупперталь
Ву́пперталь (нім. Wuppertal) — місто в Німеччині, земля Північний Рейн-Вестфалія з населенням 355 000 осіб. Розташоване на південному березі річки Вуппер Рурського регіону. Приблизно за 30 кілометрів на схід від Дюссельдорфа, 40 кілометрах на північний схід від Кельна і 23 кілометри на південний схід від Ессена. Вупперталь є сьомим за величиною містом у Північному Рейні-Вестфалії та 17-м за величиною в Німеччині. Місто було засноване в 1929 році в результаті злиття Ельберфельда, Бармена, Ронсдорфа, Кроненберга і Фохвінкеля і спочатку називалося «Бармен-Ельберфельд», а потім отримало свою нинішню назву в 1930 році. Це столиця і найбільше місто землі Бергіш.
Дві третини від загальної площі міста — зелень: ліси, луки, сади і поля. Будь-яка частина міста всього лише за десять хвилин ходьби від одного з громадських парків. Водночас lолина річки Вуппер була одним з перших високоіндустріальних регіонів Німеччини, для потреб якого побудували підвісну залізницю (Wuppertal Schwebebahn) між тоді ще незалежними містами Ельберфельд і Бармен. Вупперталь і сьогодні є великим промисловим центром, де зосереджені такі галузі, як текстильна, металургійна, хімічна, фармацевтична, електронна, автомобільна, гумова, транспортні засоби та поліграфічне обладнання. У Вуперталю було запатентовано аспірин, (1897 Bayer) та пилосос Vorwerk Kobold. У місті розташовані Вуппертальський інститут клімату, навколишнього середовища та енергетики та Європейський інститут міжнародних економічних відносин. Бармен був батьківщиною Фрідріха Енгельса.
У туристичному плані крім славнозвісної муніципальної підвісної дороги, місто має всесвітньо відомий Театр танцю ім. Піни Бауш, мальовничий зоопарк, історичну ратушу і Музей образотворчих мистецтв ім. фон дер Гейтда.

## Історія
Вупперталь у його нинішніх кордонах був утворений у 1929 році шляхом злиття промислових міст Бармен та Ельберфельд, а також громад Вохвінкель, Ронсдорф, Кроненберг, Лангерфельд і Байєнбург. Початкова назва Бармен-Ельберфельд була змінена на референдумі 1930 року на Вупперталь («Верхня долина»). Нове місто стало частиною прусської Рейнської провінції.
Міські краєвиди визначаються крутими схилами пагорбів уздовж річки Вуппер. Найвищий пагорб міста — Ліхтшайд, який знаходиться на висоті 351 м (1 152 фути) над рівнем моря. Домінуючі міські центри Ельберфельд (історичний комерційний центр) і Бармен (більш промисловий) сформували суцільну урбанізовану територію з 1850 року. Протягом наступних десятиліть «Верхнє місто» стало домінуючою промисловою агломерацією північно-західної Німеччини. У 20-му столітті цю агломерацію випередили Кельн, Дюссельдорф і Рурський регіон, які мають більш сприятливий рельєф.
З 5 липня 1933 року до 19 січня 1934 року у Вупперталі існував концентраційний табір Кемна — один з перших нацистських концентраційних таборів, створений для ув'язнення політичних опонентів після приходу нацистів до влади у 1933 році. Табір був створений на території колишньої фабрики на річці Вуппер у районі Кемна, що в Барменській частині Вупперталя. Наказом від 10 жовтня 1938 року у Вупперталі була сформована 1-а легка дивізія німецької армії, яка у вересні 1939 року взяла участь у вторгненні в Польщу, що поклало початок Другій світовій війні. Під час війни в місті діяли нацистська тюрма, два підтабори примусової праці в'язниці в Ремшайд-Лютрінгхаузені та будівельна бригада СС. В'язнями будівельної бригади СС були поляки, французи, чехи, румуни, угорці, греки та громадяни СРСР. Близько 40 % будівель у місті було зруйновано бомбардуваннями союзників, як і багато інших німецьких міст та промислових центрів. Одним з найбільших був наліт  611 літаків RAF 29 травня 1943 року, під час якого загинуло близько 2 500 осіб і тисячі були поранені.
Все ж велика кількість історичних пам'яток збереглася, зокрема:
- Ольберг, дослівно «Нафтова гора», найбільший у Німеччині споконвічний робітничий район, охороняється як історична пам'ятка. Назва виникла у 1920-х роках, коли в районі продовжували використовувати масляні лампи, тоді як навколишні буржуазні житлові квартали були електрифіковані. У традиційному вживанні назва «Ольберг» відсилає до Оливної гори в Єрусалимі.
- Брілль — один з найбільших у Німеччині районів вілл Грюндерзайту, тобто особняків середнього класу, збудованих промисловими підприємцями у другій половині 19 століття.
78-ма піхотна дивізія США під командуванням генерал-майора Едвіна П. Паркера-молодшого захопила Вупперталь попри незначний опір 16 квітня 1945 р. Вупперталь став частиною британської зони окупації, а згодом — частиною нової землі Північний Рейн-Вестфалія у Західній Німеччині.
Населення
Наразі населення Вупперталя становить близько 355 000 осіб. Кількість мешканців більш ніж подвоїлася в 1929 році в результаті злиття міст Бармен-Ельберфельд. Економічний бум 1950-х і 60-х років призвів до створення нових промислових підприємств, а разом з ними і до притоку робітників, у тому числі трудових мігрантів з Туреччини, Греції та Італії. Чисельність населення в ці часи безпрецедентного зростання сягнула піку близько 423 000 осіб у 1963 році; у 1970-х роках настав період стійкого спаду, спричиненого промисловими втратами.

## Основні визначні пам'ятки
Загалом у Вупперталі налічується понад 4 500 будівель, що належать до національних пам'яток, більшість з яких є прикладами таких стилів, як неокласицизм, еклектика, історизм, модерн/югендстиль та баугауз. Американський телеканал CNN рекомендував Вупперталь як одне з 20 місць у світі, які варто відвідати у 2020 році, завдяки Швебебан, архітектурному розмаїттю та Нордбантрассе, 22-кілометровому велосипедному маршруту через місто 2020.
Основні визначні пам'ятки включають:
- Швебебан або плавучий трамвай. Однією з найбільших визначних пам'яток міста є унікальна у світі підвісна монорейкова дорога Вуппертальська залізниця (Wuppertaler Schwebebahn), яка була створена в 1901 році. Колії розміщено на висоті 8 м (26 футів) над вулицями і 12 м (40 футів) над Вуппером.
- Підвісна залізниця Вупперталь — Кайзерваген Екскурсія підвісною залізницею у спеціальному трамваї.
- Вуппертальська опера (Opernhaus Wuppertal).
- Концертний зал Штадтхалле (Concerthall Stadthalle), зразок архітектури рубежу століть з видатною акустикою. Будинок Вуппертальського симфонічного оркестру (Sinfonieorchester Wuppertal) (Stadthalle).
- Театр танцю Вупперталь (Tanztheater Wuppertal), всесвітньо відомий центр сучасного танцю, заснований хореографом Піною Бауш.
- Будинок Енгельса (Engels-Haus), 18 століття — типова для регіону архітектурна споруда, в якій розміщена постійна виставка матеріалів, пов'язаних із співзасновником сучасного комунізму Фрідріхом Енгельсом.
- Зоопарк Вупперталь, невеликий, але гарно облаштований зоопарк.
- Ботанічний сад Вупперталь, муніципальний ботанічний сад.
- Дендропарк Бургхольц, великий дендропарк.
- Музей фон дер Гейдта — важлива художня галерея з творами від 17 століття до наших днів. Загально Музей володіє 35 тисячами творів, з яких 2 тисячі — картини, майже 700 скульптур, 800 фотографій та 30 тисяч рисунків. Кілька сотень артоб'єктів мають неєвропейське походження. Музей виник на основі колекцій двох мистецьких товариств Бармена та Ельберфельда, які виникли ще у ХІХ столітті. Від 1902 року він розмістився у колишній ратуші Ельберфельда, збудованій у стилі класицизму.
Тут було виставлено першу з робіт Пікассо, яка коли-небудь з'явилася на публіці. Зараз у колекції, окрім Пікассо, є катини Е.Мунка, В.ван Гога, Е.Дега, К.Моне, П.Гогена, П.Сезана, А.Сіслея, О.Ренуара, А.Матісса. Теперішня експозиція складається переважно з колекції, яку подаровав місту Е. фон дер Гайдт, оскільки понад 500 картин модерного мистецтва, що були у власності міського музею у першій третині століття,  конфіскували нацисти, вважаючи їх зразками «дегенеративного мистецтва». У 1943 музей постраждав під час бомбування, втративши ще частину робіт та бібліотеку. У 1945 музей відновився, організувавши перші виставки та лекції.
- Скульптурний парк Вальдфріден (Skulpturenpark Waldfrieden) — парк скульптур з виставковим залом, заснований скульптором Тоні Краггом.
== Вупперталь у мистецтві == — У фільмі Віма Вендерса «Аліса в містах» 1974 року головні герої відвідують Вупперталь.
- Частина дії фільму «Вотан» (Le Feu de Wotan, 1984) із серії коміксів «Йоко Цуно» Роджера Лелу відбувається у Вупперталі та його метрополітені.
- Дія п'єси Ельзи Ласкер-Шюлер «Осінь» відбувається в Ельберфельді.
- Фільм 2000 року «Принцеса і воїн» Тома Тиквера був знятий у Вупперталі.
- Фільм «Без жалю» (2001) Бенджаміна Квабека знімався у Вупперталі.
- У фільмі «Піна» 2011 року кілька танцювальних сцен відбуваються у Вупперталі та його околицях. У кількох сценах надземний трамвай використовується як декорація, а також як фон.

## Освіта
У Вупперталі є чотири вищі навчальні заклади.
- Університет Вупперталя (Bergische Universität Wuppertal)
- Університет прикладних наук FOM
- Кельнська вища школа музики, відділення у Вупперталі
- Теологічний коледж, Вупперталь/Бетель (Theologische Zentrum Wuppertal)
Приватний університет Junior Uni є унікальною німецькою ініціативою з навчання молоді у віці від 4 до 18 років науковим дисциплінам поза шкільною програмою.

## Відомі люди
- Горст Вальтер Штайн — німецький диригент.
- Удо Діркшнайдер — німецька рок-музика (U.D.O. і Accept).
- Горст Тапперт — німецький актор.
- Фрідріх Енгельс — німецький підприємець, політичний діяч, філософ, історик, публіцист. Один з основоположників марксизму — перший систематизатор та видавець творів Карла Маркса. Друг і соратник Карла Маркса. Підтримував українських представників міжнародного революційного руху.
- Йоганнес Рау (1931—2006), міністр-президент землі Північний Рейн-Вестфалія з 1978 по 1998 рік, президент Німеччини з 1999 по 2004 рік.
- Карл Гроссберг (1894—1940), художник Нового об'єктивізму.
- Ельза Ласкер-Шюлер (1869—1945), поетеса-експресіоністка єврейського походження.